# Callimastix
Callimastix är ett släkte av svampar. Callimastix ingår i familjen Coelomomycetaceae, ordningen Blastocladiales, klassen Blastocladiomycetes, divisionen Blastocladiomycota och riket svampar.
|             | Coelomomyces                           |
|             |                                        |
| Callimastix | \| \| Callimastix cyclopis \| \| \| \| |
|             | \| \| Callimastix cyclopis \| \| \| \| |
|             | Callimastix cyclopis                   |
|             |                                        |

|  | Callimastix cyclopis |
|  |                      |